# 新達尼利夫卡 (多林斯卡區)
47°59′15″N 32°47′53″E / 47.98750°N 32.79806°E
新達尼利夫卡（烏克蘭語：Новоданилівка），是烏克蘭中部的村莊，隸屬基洛夫格勒州的克羅皮夫尼茨基區。該村始建於1868年，面積0.22平方公里，2001年人口34，人口密度每平方公里155.3人。